# Лоун-Трі (Колорадо)
Лоун-Трі (англ. Lone Tree) — місто (англ. city) в США, в окрузі Дуглас штату Колорадо. Населення — 14 253 особи (2020).

## Географія
Лоун-Трі розташований за координатами 39°31′50″ пн. ш. 104°52′16″ зх. д. / 39.53056° пн. ш. 104.87111° зх. д. (39.530592, -104.870985).  За даними Бюро перепису населення США в 2010 році місто мало площу 24,79 км², уся площа — суходіл.

## Демографія
Згідно з переписом 2010 року, у місті мешкало 10 218 осіб у 4023 домогосподарствах у складі 2843 родин. Густота населення становила 412 особи/км².  Було 4226 помешкань (170/км²).
Расовий склад населення:
| - 87,2 % — білих - 7,2 % — азіатів - 1,6 % — чорних або афроамериканців - 0,3 % — корінних американців - 0,1 % — вихідців з тихоокеанських островів - 1,3 % — осіб інших рас |

До двох чи більше рас належало 2,2 %. Частка іспаномовних становила 6,2 % від усіх жителів.
За віковим діапазоном населення розподілялося таким чином: 26,6 % — особи молодші 18 років, 65,4 % — особи у віці 18—64 років, 8,0 % — особи у віці 65 років та старші. Медіана віку мешканця становила 39,5 року. На 100 осіб жіночої статі у місті припадало 98,4 чоловіків;  на 100 жінок у віці від 18 років та старших — 97,0 чоловіків також старших 18 років.
Середній дохід на одне домашнє господарство  становив 152 889 доларів США (медіана — 110 150), а середній дохід на одну сім'ю — 190 482 долари (медіана — 139 333). Медіана доходів становила 93 177 доларів для чоловіків та 50 588 доларів для жінок. За межею бідності перебувало 4,2 % осіб, у тому числі 2,2 % дітей у віці до 18 років та 0,0 % осіб у віці 65 років та старших.
Цивільне працевлаштоване населення становило 6432 особи. Основні галузі зайнятості: науковці, спеціалісти, менеджери — 18,2 %, освіта, охорона здоров'я та соціальна допомога — 17,4 %, фінанси, страхування та нерухомість — 11,4 %, мистецтво, розваги та відпочинок — 10,5 %.